# Kim Min-kyun (Leichtathlet)
Kim Min-kyun (* 11. Juni 1989) ist ein südkoreanischer Sprinter, der sich auf den 100-Meter-Lauf spezialisiert.

## Sportliche Laufbahn
Erste internationale Erfahrungen sammelte Kim Min-kyun bei der Sommer-Universiade 2009 in Belgrad, bei der er mit 10,67 s im Viertelfinale über 100 Meter ausschied. Zwei Jahre später folgte das Erstrundenaus über 100 und 200 Meter bei der Universiade in Shenzhen. 2015 erreichte er bei den Militärweltspielen in Mungyeong das Halbfinale über 100 Meter und schied mit der südkoreanischen 4-mal-100-Meter-Staffel in der ersten Runde aus. 2018 nahm er erstmals mit der Staffel an den Asienspielen in Jakarta teil und belegte in 39,10 s Rang fünf.
2012 und 2013 wurde Kim Südkoreanischer Meister im 100-Meter-Lauf.

## Persönliche Bestzeiten
- 100 Meter: 10,35 s (+1,5 m/s), 15. Juni 2018 in Yecheon
- 200 Meter: 21,35 s (+1,4 m/s), 9. Oktober 2010 in Jeonju